# 800 mètres masculin aux Jeux olympiques d'été de 1972 (athlétisme)
Navigation
Mexico 1968 Montréal 1976
L'épreuve du 800 mètres masculin aux Jeux olympiques de 1972 s'est déroulée du 31 août au 2 septembre 1972 au Stade olympique de Munich, en République fédérale d'Allemagne.  Elle est remportée par l'Américain Dave Wottle.

## Résultats

### Finale
| Rang               | Athlète            | Pays                 | Temps        |
| ------------------ | ------------------ | -------------------- | ------------ |
| Médaille d'or      | Dave Wottle        | États-Unis           | 1 min 45 s 9 |
| Médaille d'argent  | Yevhen Arzhanov    | Union soviétique     | 1 min 45 s 9 |
| Médaille de bronze | Mike Boit          | Kenya                | 1 min 46 s 0 |
| 4                  | Franz-Josef Kemper | Allemagne de l'Ouest | 1 min 46 s 5 |
| 5                  | Robert Ouko        | Kenya                | 1 min 46 s 5 |
| 6                  | Andrew Carter      | Royaume-Uni          | 1 min 46 s 6 |
| 7                  | Andrzej Kupczyk    | Pologne              | 1 min 47 s 1 |
| 8                  | Dieter Fromm       | Allemagne de l'Est   | 1 min 48 s 0 |

## Légende
Records et Performances
- AR : Record continental (area record)
- CR : Record des championnats (championship record)
- MR : Record du meeting (meet record)
- NR : Record national (national record)
- OR : Record olympique (olympic record)
- PR : Record paralympique (paralympic record)
- PB : Record personnel (personal best)
- SB : Meilleure performance personnelle de la saison (season's best)
- WL : Meilleure performance mondiale de l'année (world leader)
- WJR : Record du monde junior (world junior record)
- WR : Record du monde (world record)

Circonstances et Conditions
- DNF : N'a pas terminé (did not finish)
- DNS : N'a pas pris le départ (did not start)
- DQ : Disqualification (disqualification)
- NM : Aucun essai valable enregistré (No Mark)
- Q : Qualifié « directement » au prochain tour (ou à la prochaine compétition), lors d'une compétition majeure, grâce au classement ou à la réalisation des minima (automatic qualifier)
- q : Qualifié au prochain tour (ou à la prochaine compétition), lors d'une compétition majeure, grâce au repêchage ou à la réalisation de l'une des meilleures performances parmi celles des « non qualifiés directement » (grâce au meilleur temps ou à la meilleure distance par exemple) (secondary qualifier)